# Marcusenius sanagaensis
Marcusenius sanagaensis är en fiskart som beskrevs av Boden, Teugels och Hopkins, 1997. Marcusenius sanagaensis ingår i släktet Marcusenius och familjen Mormyridae. IUCN kategoriserar arten globalt som sårbar. Inga underarter finns listade i Catalogue of Life.